# فهرست نمایندگان دوره سوم مجلس شورای اسلامی
نمایندگان دور سوم مجلس شورای اسلامی که انتخابات آن در ۱۹ فروردین ۱۳۶۷ برگزار و اولین جلسه آن در ۷ خرداد ۱۳۶۷ به تعداد ۳۳۳ نفر بودند که اسامی آنها به ترتیب زیر می‌باشد:

## آ، ا، ب، پ، ت، ث
آ
- محمود آستانه - استان مرکزی (سربند / شازند)
- غلامحسن آقایی - استان همدان (همدان)
- هدایت‌الله آقایی غیاث‌آبادی - استان فارس (فسا)
- علی آقامحمدی - استان همدان (همدان)

ا
- وحید احمدی - استان کرمانشاه (صحنه / هرسین / کنگاور)
- حسین اربابی‌فرد - استان مازندران (رامیان)
- نعمت‌الله اسدی - استان کرمانشاه (اسلام‌آباد غرب)
- یدالله اسلامی - استان کرمان (بافت)
- محمد اشرفی اصفهانی - استان کرمانشاه (کرمانشاه)
- محمدابراهیم اصغرزاده - استان تهران (تهران)
- سید محمد اصغری - استان تهران (تهران)
- محمدمهدی افتخاری - استان گیلان (فومن)
- حسن الحسینی - استان مرکزی (اراک)
- مرتضی الویری - استان تهران (تهران)
- محمد کاظم امام موسوی - استان خوزستان (شوشتر)
- محمدرضا واقفی امامزاده -استان اصفهان (اصفهان)
- محمدسعید انصاری - استان خوزستان (آبادان)
- محمد اکبرزاده - استان خراسان رضوی (نیشابور)

ب
- آرداواز باقومیان - حوزه انتخابیه مسیحیان ارمنی جنوب
- محمدرضا باهنر - استان تهران (تهران)
- علی‌محمد باباخاص - استان کرمانشاه (اورامانات / پاوه)
- حبیب برومند داشقاپو - استان آذربایجان شرقی (مغان)
- یوسف بسنجیده طواق - استان مازندران (کردکوی)
- سید هاشم بنی‌هاشمی چهارم - استان خراسان رضوی (مشهد)
- محمدرضا بهزادیان - استان خراسان رضوی (قائنات)
- اسدالله بیات زنجانی - استان زنجان (زنجان / طارم)

پ
- مروت‌الله پرویز پرتو-استان زنجان(خدابنده)
- محمدحسین پودینه - استان سیستان و بلوچستان (زابل)
- علی پورمحمدی فلاح - استان گیلان (آستانه اشرفیه)
- سید حسین پورمیرغفاری - استان آذربایجان شرقی (تبریز)
- علی پناهنده -استان اصفهان (برخوار / میمه)

ت
- عبدالله تاتلی - استان کردستان (مریوان)
- بهرام تاج‌گردون - استان کهگیلویه و بویراحمد (گچساران)
- محمدسعید تسلیمی - استان تهران (تهران)
- داود توحیدی - استان چهار محال بختیاری (بروجن / لردگان)
- محمدرضا توسلی - استان خراسان رضوی (طبس / فردوس)

## ج، چ، ح، خ
ج
- اسدالله جامی - استان خراسان رضوی (تایباد / تربت جام)
- حسن جعفری - استان کرمان (شهر بابک)
- اسحاق جهانگیری - استان کرمان (جیرفت)
- محمدحسین جهانگیری - استان کرمانشاه (قصر شیرین)

چ
- محمدحسین چهرگانی انزایی - استان آذربایجان شرقی (تبریز)
- حمید چیت‌چیان - استان آذربایجان شرقی (تبریز)

ح
- سید محمد حائری - استان ایلام (دره شهر / دهلران / مهران)
- ابوالحسن حائری‌زاده - استان خراسان رضوی (بیرجند)
- داود حاجی ناصری - استان زنجان (زنجان / طارم)
- ابوطالب حبیبی - استان مازندران (سوادکوه / قائمشهر)
- نجفقلی حبیبی - استان تهران (تهران)
- فخرالدین حجازی - استان تهران (تهران)
- سجاد حججی - استان آذربایجان شرقی (میانه)
- مرضیه حدیدچی دباغ - استان تهران (تهران)
- عباس حسنی سعدی - استان کرمان (کرمان)
- جواد حسین‌زاده - استان خراسان رضوی (درگز)
- رضی حسینی المدنی - استان فارس (لامرد)
- سید عبدالله حسینی - استان هرمزگان (بندرلنگه / بستک / گاوبندی)
- سید محمد حسینی - استان آذربایجان غربی (مهاباد)
- عبدالرحمن حسینی برزنجی - استان آذربایجان غربی (نقده)
- احمد حسینی زیدآبادی - استان کرمان (سیرجان)
- سید رسول حسینی کوهستانی - استان مازندران (بهشهر)
- محمدعلی حقی - (سراب)
- غلامرضا حیدری - استان مرکزی (آشتیان / تفرش)
- ماشاءالله حیدری مقدم - استان لرستان (الشتر / دلفان)
- حاج ابوالفضل حسن‌بیکی - (دامغان)

خ
- احمد خارستانی - استان فارس (خرامه / سروستان / کربال)
- علیرضا خاک - استان گیلان (رشت)
- عبدالعظیم خزائی - استان خوزستان (بندر ماهشهر)
- رحمت‌الله خسروی - استان فارس (آباده)
- آتور خنانشو - نمایندگان اقلیت (اقلیت‌های دینی)
- سید هادی خامنه‌ای - استان خراسان رضوی (مشهد)

## د، ذ، ر، ز، ژ
د
- عبدالعزیز دادگر - استان سیستان و بلوچستان (چابهار)
- جهانشاه دانش - استان خوزستان (مسجد سلیمان)
- گوهرالشریعه دستغیب - استان تهران (تهران)
- عباس دوزدوزانی - استان تهران (تهران)

ر
- نبی الله راجی -استان اصفهان (نائین)
- محمدجواد راستی لاری - استان فارس (لارستان)
- قهرمان رحمانی - استان زنجان (تاکستان)
- رحمت‌الله رحمتی -استان اصفهان (شهرضا)
- بخش‌علی رحیم‌نژاد باغچه جوقی - استان آذربایجان غربی (ماکو)
- علیرضا رستمی - استان کرمانشاه (سنقرکلیایی)
- حسن رضائی - استان خوزستان (اندیمشک / شوش)
- محمد رضوی یزدی - استان یزد (یزد)
- حسن روحانی - استان تهران (تهران)
- صالح روحانی‌زاده قادیکلائی - استان مازندران (سوادکوه / قائمشهر)
- رمضان روحانی‌نیا - استان فارس (سپیدان)
- احمد رهبری - استان همدان (رزن)

ز
- احمد زمانیان استان همدان نهاوند
- غلامعباس زائری استان هرمزگان

## س، ش، ص، ض
س
- حسین سبحانی‌نیا - استان خراسان رضوی (نیشابور)
- محمدجعفر سعیدیان‌فر -استان اصفهان (خمینی شهر)
- علی‌محمد سوری لکی - استان لرستان (خرم‌آباد)
- محمد سلامتی - استان تهران (تهران)
- موسی سلیمی کمینی - استان آذربایجان شرقی (میانه)
- اسماعیل سهمی حصاری - استان خراسان رضوی (تربت حیدریه)
- جلیل سیدزاده - استان کرمانشاه (کرمانشاه)

ش
- کریم شافعی - استان آذربایجان شرقی (مرند)
- سید حسن شجاعی کیاسری - استان مازندران (ساری)
- عبدالمجید شرع پسند - استان تهران (اشتهارد / کرج)
- قادر شریف‌زاده - استان آذربایجان غربی (سردشت / پیرانشهر)
- محسن شفیعی - استان لرستان (جاپلق / درود)
- عباس شیبانی - استان تهران (تهران)
- غلامعلی شهرکی - استان سیستان و بلوچستان (زابل)
- محمدعلی شهیدی - استان مرکزی (دلیجان / محلات)

ص
- مسعود صادقی آزاد - استان آذربایجان شرقی (کلیبر)
- محمدصادق صادقی گیوی (خلخالی) - تهران (قم)
- قربانعلی صالح آبادی - استان خراسان رضوی (مشهد)
- محمدعلی صدوقی - استان تهران (تهران)
- عاتقه صدیقی (رجائی) - استان تهران (تهران)
- رسول صدیقی بنابی - استان آذربایجان شرقی (بناب / ملکان)
- ارسلان صفایی‌پور زمانی - استان کرمانشاه (کرمانشاه)
- پرویز صیقلی کومله - استان گیلان (لنگرود)

ض
- حسین‌علی ضیائی - استان آذربایجان شرقی (میاندوآب)
- افلاطون ضیافت - نمایندگان اقلیت (اقلیت‌های دینی / زرتشتیان)
- خسرو ضیاپور رازلیقی - استان مازندران

## ط، ظ، ع، غ، ف، ق
ط
- سید علی‌اکبر طاهایی - استان مازندران (تنکابن / رامسر)
- نادر طاهری - استان آذربایجان شرقی (مراغه)
- مصطفی طاهری‌زاده - استان اصفهان (فلاورجان)
- عبدالصاحب طاهری موسوی - استان خوزستان (شادگان)
- سید مهدی طباطبایی - استان خراسان رضوی (مشهد)

ع
- نورالله عابدی - استان خوزستان (بهبهان)
- اسدالله عابدی شهرخفری - استان فارس (شیراز)
- علی عبدالعلی‌زاده - استان آذربایجان غربی (ارومیه)
- علی عبدالکریمی نطنزی - استان اصفهان (قمصر / نطنز)
- یارمحمد عرب عامری - استان سمنان (گرمسار)
- احمد عزیزی - استان زنجان (قزوین)
- محمد عظیمی - استان خراسان رضوی (طرقبه / چناران)
- سید علی عوض‌زاده - استان خراسان رضوی (شیروان)
- علی عنایت - استان لرستان (خرم‌آباد)

غ
- هادی غفاری - استان تهران (تهران)

ف
- سید مصطفی فارغ - استان خوزستان (دزفول)
- محی‌الدین فاضل هرندی -استان اصفهان (اصفهان)
- غلامرضا فدایی عراقی - استان مرکزی (اراک)
- اسماعیل فردوسی‌پور - استان خراسان رضوی (مشهد)
- علیرضا فرزاد - استان یزد (تفت)
- محمد فرض‌پور ماچیانی - استان گیلان (آستارا)
- حسین فروتن - استان تهران (تهران)
- عطاءالله فضائلی -استان اصفهان (سمیرم)

ق
- فریدون قاسمی - استان آذربایجان شرقی (ورزقان)
- سید حسین قاضی‌زاده هاشمی - استان خراسان رضوی (احمدآباد / سرخس / فریمان)
- یغمور قلی‌زاده - استان مازندران (مینودشت)
- محمد قمی - استان تهران (ورامین)

## ک، گ، ل، م
ک
- نادر کاووسی - استان همدان (تویسرکان)
- قنبر کبیری - استان فارس (مرودشت)
- مرتضی کتیرایی - استان تهران (تهران)
- منوچهر کلیمی نیکروز - نمایندگان اقلیت (اقلیت‌های دینی / کلیمیان)
- مهدی کروبی - استان تهران (اسلامشهر / تهران / ری / شمیرانات)
- حسین کمالی - استان تهران (تهران)

م
- مصطفی مؤذن‌زاده - استان کرمان (کرمان)
- علی مثبت (فاضل همدانی) - استان همدان (بهار / کبودرآهنگ)
- علی محقر - استان خراسان رضوی (بجنورد)
- حسین محلوج‌چی -استان اصفهان (کاشان)
- علی‌کرم محمدیان - استان ایلام (شیروان و چرداول)
- احمد محمود رباطی - استان تهران (رباط کریم / شهریار)
- ابوطالب محمودی -استان اصفهان (خوانسار)
- نورمحمد محمودیان - استان کهگیلویه و بویراحمد (بویراحمد / یاسوج)
- علی‌اصغر مرتضوی‌فر (جعفری اصفهانی) -استان اصفهان (لنجان)
- مصطفی مرسلی - استان زنجان (ابهر)
- محمدکریم مروجی - استان لرستان (بروجرد)
- حسین مظفری‌نژاد - استان تهران (تهران)
- محمد معزالدین (معزی) -استان اصفهان (اصفهان)
- مصطفی معین نجف آبادی - استان تهران (تهران)
- محمد مجدآرا - استان مازندران (فریدونکنار / بابلسر / بندپی )
- علی موحدی ساوجی - استان مرکزی (ساوه)
- رسول موسوی - استان خوزستان (اهواز)
- عبدالرسول موسوی - استان فارس (ممسنی)
- عبدالواحد موسوی لاری - استان تهران (تهران)
- خلیل موشح - استان گیلان (بندر انزلی)
- حمیدالدین ملازهی - استان سیستان و بلوچستان (ایرانشهر)
- کریم ملک‌آسا - استان لرستان (ملاوی)
- رسول منتجب‌نیا - استان فارس (شیراز)
- قاسم مهرزاد صدقیانی - استان آذربایجان غربی (سلماس)
- امیر میر - استان سیستان و بلوچستان (زاهدان)
- عباس میرزا ابوطالبی - استان زنجان (آوج / بوئین زهرا)
- مسلم میرزاپور کلشتری - استان گیلان (رودبار)
- ابراهیم میرغفاری مریائی - استان گیلان (تالش)

## ن، و، ه، ی
ن
- سید محمدحسن نبوی - استان بوشهر (بوشهر / گناوه)
- حسین نجفی ثانی رشتخواری - استان خراسان رضوی (خواف / رشتخوار)
- احمدعلی نظری‌پور - استان فارس (داراب)
- سید محسن نوربخش - استان تهران (تهران)
- اصغر نوروزی - استان تهران (دماوند)
- محمود نیازی - استان کردستان (بیجار)
- احمد نیک‌فر - استان فارس (اقلید)

و
- عیسی ولایی - استان تهران (تهران)

ه
- هاشم هاشم‌زاده هریسی - استان آذربایجان شرقی (تبریز)
- مسعود هاشمی زهی - استان سیستان و بلوچستان (خاش)
- فخرالدین هاشمی - استان فارس (جهرم)
- اکبر هاشمی بهرمانی (رفسنجانی) - استان تهران (تهران)
- عبدالله هجرتی قزوینی - استان زنجان (قزوین)
- عباس هدایتی سیچانی -استان اصفهان (فریدون‌شهر / فریدن)
- حسین هراتی - استان خراسان رضوی (سبزوار)
- علی اکبر همتایی - استان فارس (استهبان / نی‌ریز)
- احمد همتی مشگینی - مشگین شهر